# Pete Hollingsworth
Pete Hollingsworth is een Britse botanicus.
Hij is werkzaam bij de Royal Botanic Garden Edinburgh. Hier is hij hoofd van de Genetics and Conservation Section ('afdeling genetica en natuurbescherming').
In zijn onderzoek richt Hollingsworth zich op genetische methoden om de biodiversiteit van planten te bestuderen. Hiermee hoopt hij inzicht te krijgen in de processen die leiden tot de evolutie van plantenpopulaties en -soorten, met de nadruk op de processen die leiden tot diversificatie en taxonomische complexiteit. Hij wil bijdragen aan de ontwikkeling van moleculair-genetische methoden om de plantendiversiteit te karakteriseren zoals DNA-barcoding. Hij wil een bijdrage leveren aan richtlijnen en praktische toepassingen met betrekking tot het gebruik van genetische methoden voor de bescherming van plantensoorten. Hij wil voorzien in praktische en theoretische inschattingen van het functioneren en de geschiktheid van verschillende genetische merkersystemen voor onderzoek naar de biodiversiteit.
Hollingsworth is (mede)auteur van artikelen in tijdschriften als American Journal of Botany, Annals of Botany, Biological Journal of the Linnean Society, Botanical Journal of the Linnean Society, Edinburgh Journal of Botany, New Zealand Journal of Botany, Proceedings of the National Academy of Sciences, Science, Systematic Botany en Watsonia. Samen met Richard Bateman en Richard Gornall vormde hij de redactie van het boek Molecular Systematics and Plant Evolution dat in 1999 verscheen.
In 2005 kreeg Hollingsworth van de Linnean Society of London de Bicentenary Medal, een onderscheiding vanwege uitzonderlijke prestaties voor een bioloog die jonger is dan veertig jaar. Hij is lid van de Botanical Society of the British Isles.